# NSYNC (album)
Albums de *NSYNC
No Strings Attached
(2000)
Singles
1. I Want You Back
Sortie : 7 octobre 1996
2. Tearin' Up My Heart
Sortie : 10 février 1997
3. Here We Go
Sortie : 5 mai 1997
4. For the Girl Who Has Everything
Sortie : 18 août 1997
5. Together Again
Sortie : 8 novembre 1997
6. (God Must Have Spent) A Little More Time on You
Sortie : 9 février 1999

*NSYNC (ou 'N Sync) est le premier album studio du boys band américain *NSYNC. Il est sorti le 26 mai 1997 en Allemagne, le 24 mars 1998 aux États-Unis et en 1999 au Royaume-Uni.
En Allemagne, l'album a débuté à la 22e place dans la semaine du 2 juin 1997 et monté à la 1re place la semaine suivante.
Aux États-Unis, il a débuté à la 82e place du Billboard 200 pour la semaine du 11 avril 1998 et atteint la 2e place dans la semaine du 10 octobre.
Au Royaume-Uni, il a débuté à la 30e place du hit-parade des singles pour la semaine du 11 au 17 juillet 1999.

## Liste des pistes
| Édition européenne 1 | Édition européenne 1            | Édition européenne 1 | Édition européenne 1                         | Édition européenne 1 | Édition européenne 1 | Édition européenne 1 | Édition européenne 1 | Édition européenne 1 | Édition européenne 1 |
| No                   | Titre                           | Musique              | Producteur(s)                                | Durée                |                      |                      |                      |                      |                      |
| -------------------- | ------------------------------- | -------------------- | -------------------------------------------- | -------------------- | -------------------- | -------------------- | -------------------- | -------------------- | -------------------- |
| 1.                   | Tearin' Up My Heart             |                      | Lundin                                       | 4:48                 |                      |                      |                      |                      |                      |
| 2.                   | You Got It                      |                      | Renn                                         |                      |                      |                      |                      |                      |                      |
| 3.                   | Sailing                         |                      | Renn                                         | 4:36                 |                      |                      |                      |                      |                      |
| 4.                   | Crazy for You                   |                      | Gary Carolla                                 | 3:40                 |                      |                      |                      |                      |                      |
| 5.                   | Riddle                          |                      | Renn                                         | 3:42                 |                      |                      |                      |                      |                      |
| 6.                   | For the Girl Who Has Everything |                      | Renn                                         | 3:51                 |                      |                      |                      |                      |                      |
| 7.                   | I Need Love                     |                      | Carolla                                      | 3:14                 |                      |                      |                      |                      |                      |
| 8.                   | Giddy Up                        |                      | Renn                                         |                      |                      |                      |                      |                      |                      |
| 9.                   | Here We Go                      |                      | - Aris - Cottura                             | 3:34                 |                      |                      |                      |                      |                      |
| 10.                  | Best of My Life                 |                      | - Aris - Cottura - Toorn                     | 4:45                 |                      |                      |                      |                      |                      |
| 11.                  | More Than a Feeling             |                      | Jaap Eggermont                               | 3:44                 |                      |                      |                      |                      |                      |
| 12.                  | I Want You Back                 |                      | - Pop - Martin                               | 4:23                 |                      |                      |                      |                      |                      |
| 13.                  | Together Again                  |                      | - Corolla - Renn (vocal)                     | 4:09                 |                      |                      |                      |                      |                      |
| 14.                  | Forever Young                   |                      | - Jörn-Uwe Fahrenkrog-Petersen - Frank Busch | 4:11                 |                      |                      |                      |                      |                      |
| 56:18                |                                 |                      |                                              |                      |                      |                      |                      |                      |                      |

| 1.  | Tearin' Up My Heart (Original Version)                  |  | Lundin                    | 3:35 |
| 2.  | I Just Wanna Be with You                                |  | Full Force                | 4:03 |
| 3.  | Here We Go (Radio Cut)                                  |  | - Aris - Cottura          | 3:33 |
| 4.  | For the Girl Who Has Everything (Club Mix)              |  | Renn                      | 3:46 |
| 5.  | (God Must Have Spent) A Little More Time on You (Remix) |  | - Sturken - Rogers        | 3:58 |
| 6.  | You Got It                                              |  | Renn                      | 3:33 |
| 7.  | I Need Love                                             |  | Carolla                   | 3:14 |
| 8.  | I Want You Back (Radio Edit)                            |  | - Pop - Martin            | 3:12 |
| 9.  | Everything I Own                                        |  | Full Force                | 3:59 |
| 10. | Thinking of You (I Drive Myself Crazy) (Remix)          |  | Renn                      | 4:00 |
| 11. | Crazy for You                                           |  | Carolla                   | 3:42 |
| 12. | Sailing                                                 |  | Renn                      | 4:36 |
| 13. | Giddy Up                                                |  | Renn                      | 4:09 |
| 14. | U Drive Me Crazy (Radio Edit)                           |  | - Aris - Cottura - Rookee | 3:34 |

| 1.  | Tearin' Up My Heart                           |  | Lundin             | 3:30 |
| 2.  | I Just Wanna Be with You                      |  | Full Force         | 4:03 |
| 3.  | Here We Go                                    |  | - Aris - Cottura   | 3:35 |
| 4.  | For the Girl Who Has Everything               |  | Renn               | 3:45 |
| 5.  | God Must Have Spent a Little More Time on You |  | - Sturken - Rogers | 4:42 |
| 6.  | You Got It                                    |  | Renn               | 3:22 |
| 7.  | I Need Love                                   |  | Carolla            | 3:14 |
| 8.  | I Want You Back                               |  | - Pop - Martin     | 3:21 |
| 9.  | Everything I Own                              |  | Full Force         | 3:57 |
| 10. | I Drive Myself Crazy                          |  | Renn               | 4:00 |
| 11. | Crazy for You                                 |  | Carolla            | 3:40 |
| 12. | Sailing                                       |  | Renn               | 4:38 |
| 13. | Giddy Up                                      |  | Renn               | 4:08 |